# Дреновський потік (притока Ториси)
Дреновський потік (словац. Drienovský potok) — річка в Словаччині, ліва притока Ториси, протікає в окрузі Пряшів.
Довжина приблизно 9,0—9,5 км. Витік знаходиться в масиві Ториські пагорби на висоті близько 425 метрів. Протікає територією сіл Др'єнов; Мирковце і Жегня..
Впадає в Торису на висоті 205 метрів.